# Ітанца (селище)
Ітанца (рос. Итанца) — селище Прибайкальського району, Бурятії Росії. Входить до складу Сільського поселення Ітанцинського.
Населення — 1022 особи (2015 рік).